# Cléon-d’Andran
Cléon-d’Andran település Franciaországban, Drôme megyében. Lakosainak száma 989 fő (2022. január 1.). Cléon-d’Andran La Bégude-de-Mazenc, Charols, Marsanne, Puy-Saint-Martin, Roynac és Saint-Gervais-sur-Roubion községekkel határos.

## Népesség
A település népességének változása:
| Lakosok száma | 577  | 630  | 718  | 874  | 882  | 856  | 836  | 922  | 965  | 989  |
|               | 1968 | 1982 | 1990 | 2006 | 2013 | 2015 | 2017 | 2019 | 2020 | 2022 |